# Mixquiahuales
Mixquiahuales är en ort i Mexiko.   Den ligger i kommunen Pacula och delstaten Hidalgo, i den centrala delen av landet, 180 km norr om huvudstaden Mexico City. Mixquiahuales ligger 1 718 meter över havet och antalet invånare är 154.
Terrängen runt Mixquiahuales är kuperad åt nordost, men åt sydväst är den bergig. Runt Mixquiahuales är det ganska glesbefolkat, med 22 invånare per kvadratkilometer. Närmaste större samhälle är Landa de Matamoros, 19,9 km norr om Mixquiahuales. I omgivningarna runt Mixquiahuales växer huvudsakligen savannskog.